# Кременчугский троллейбус
Кременчугский троллейбус (укр. Кременчуцький тролейбус) — действующая троллейбусная система города Кременчуг Полтавской области Украины. Кременчуг один из двух населенных пунктов в регионе, где действует электротранспорт. Длина троллейбусных линий составляет 69 км.

## История кременчугского троллейбуса
КТУ основали 6 ноября 1966 года в соответствии с решением исполкома кременчугского горсовета от 1 ноября 1966 года.   Строительство первой троллейбусной линии началось в 1965г, которая проходила по маршруту «Речпорт» - «Автомобильный завод». Следующей обустроили линию от улицы Киевской до НПЗ. Обе линии начали работать в 1967 году.   Как говорили на мероприятии работники-ветераны труда, прокатиться на троллейбусе для кременчужан было сродни празднику. На остановки приходили целыми семьями.   Первыми троллейбусами, выехавшими на линию, были «Киянки» которые выпускались на Киевском заводе электротранспорта. Позже их сменяли более современные модели.
Кременчугское троллейбусное депо рассчитано на 100 единиц техники. В свои лучшие времена в арсенале КТУ было 104 троллейбуса. Сейчас троллейбусов – 73.

## Маршруты
| №    | Начальный пункт   | Конечный пункт             | Трасса следования | Примечания |
| ---- | ----------------- | -------------------------- | --- | --- |
| 1    | Речной вокзал     | Колёсный завод             | ул. Университетская — ул. Старшего лейтенанта Кагала — ул. Александра Халаменюка — просп. Свободы — ул. Киевская — пр. Григория Гамалии | |
| 1+   | Речной вокзал     | Квартал 304                | ул. Университетская — ул. Старшего лейтенанта Кагала — ул. Александра Халаменюка — просп. Свободы — ул. Киевская — пр. Григория Гамалии — ул. Алексея Древаля | пр. Григория Гамалии — ул. Алексея Древаля — следует на автономном ходу. |
| 1+   | Речной вокзал     | Квартал 304                | ул. Университетская — ул. Старшего лейтенанта Кагала — ул. Александра Халаменюка — просп. Свободы — ул. Киевская — пр. Григория Гамалии — ул. Алексея Древаля | пр. Григория Гамалии — ул. Алексея Древаля — следует на автономном ходу. 2 рейса вечером |
| 2    | Речной вокзал     | ПАТ «Укртатнафта»          | ул. Университетская — ул. Старшего лейтенанта Кагала — ул. Александра Халаменюка — просп. Свободы — просп. Леси Украинки — ул. Свиштовская | Только в будни |
| 3А   | Крюковский мост   | ул. Якова Петруся          | ул. Небесной Сотни — ул. Троицкая — просп. Свободы — просп. Леси Украинки | Временно не работает |
| 3Б   | Крюковский мост   | ул. Молодёжная             | ул. Небесной Сотни — ул. Троицкая — просп. Свободы — просп. Леси Украинки | |
| 3Д   | Крюковский мост   | ПАТ «Укртатнафта»          | ул. Небесной Сотни — ул. Троицкая — просп. Свободы — просп. Леси Украинки — ул. Свиштовская | Временно не работает |
| 5    | Речной вокзал     | ул. Молодёжная             | ул. Университетская — ул. Старшего лейтенанта Кагала — ул. Александра Халаменюка — просп. Свободы — просп. Леси Украинки | |
| 5А+  | Речной вокзал     | Кохновский хлебозавод      | ул. Университетская — ул. Старшего лейтенанта Кагала — ул. Александра Халаменюка — просп. Свободы — просп. Полтавский | просп. Полтавский — следует на автономном ходу |
| 6    | ПАТ «Укртатнафта» | Колёсный завод             | ул. Свиштовская — просп. Леси Украинки — просп. Свободы — ул. Вадима Пугачёва — ул. Киевская — пр. Григория Гамалии | Некоторые рейсы от ул. Молодёжная |
| 6А+  | ПАТ «Укртатнафта» | Квартал 304                | ул. Свиштовская — просп. Леси Украинки — просп. Свободы — ул. Вадима Пугачёва — ул. Киевская — пр. Григория Гамалии — ул. Алексея Древаля | пр. Григория Гамалии — ул. Алексея Древаля — следует на автономном ходу |
| 7    | Речной вокзал     | ул. Калиновая (с. Потоки)  | ул. Университетская — ул. Старшего лейтенанта Кагала — ул. Александра Халаменюка — просп. Свободы — просп. Полтавский — трасса М-22 — ул. Леси Украинки — ул. Центральная — ул. Юбилейная — ул. Калиновая | просп. Полтавский — трасса М-22 — ул. Леси Украинки — ул. Центральная — ул. Юбилейная — ул. Калиновая — следует на автономном ходу                                                                                              |
| 8    | Колесный завод    | Городской сад              | пр. Григория Гамалии — ул. Киевская — просп. Свободы | 1 рейс утром в будни. По требованию диспетчера |
| 9    | Речной вокзал     | ул. Якова Петруся          | ул. Университетская — ул. Старшего лейтенанта Кагала — ул. Александра Халаменюка — просп. Свободы — просп. Леси Украинки | 1 рейс утром в будни. По требованию диспетчера |
| 11А+ | Речной вокзал     | Квартал 297                | Прямой маршрут: ул. Университетская — ул. Старшего лейтенанта Кагала — ул. Александра Халаменюка — просп. Свободы — просп. Леси Украинки — ул. Молодёжная Обратный маршрут: ул. Молодёжная — ул. Тараса Бульбы — просп. Леси Украинки — просп. Свободы — ул. Александра Халаменюка — ул. Старшего лейтенанта Кагала — ул. Университетская | ул. Молодёжная — ул. Тараса Бульбы — следует на автономном ходу |
| 13   | Крюковский мост   | Колесный завод             | ул. Небесной Сотни — ул. Троицкая — просп. Свободы — ул. Киевская — пр. Григория Гамалии | 2 рейса утром в будни. По требованию диспетчера |
| 15Б+ | Речной вокзал     | ул. Молодёжная             | Прямой маршрут: ул. Университетская — ул. Старшего лейтенанта Кагала — ул. Александра Халаменюка — просп. Свободы — ул. Сержанта Мельничука — пер. Медовый — ул. Вадима Пугачёва — ул. Лебединая — ул. Квитки Цисык — просп. Свободы — просп. Леси Украинки Обратный маршрут: просп. Леси Украинки — просп. Свободы (до ул. Единения Украины) — просп. Свободы — ул. Квитки Цисык — ул. Лебединая — ул. Вадима Пугачёва — пер. Медовый — ул. Сержанта Мельничука — просп. Свободы — ул. Александра Халаменюка — ул. Старшего лейтенанта Кагала — ул. Университетская | ул. Сержанта Мельничука — пер. Медовый — ул. Вадима Пугачёва — ул. Лебединая — ул. Квитки Цисык — следует на автономном ходу |
| 18А+ | Крюковский мост   | ул. Молодёжная             | ул. Небесной Сотни — ул. Троицкая — ул. Доктора Богаевского — ул. Гранитная — бул. Автокразовский — ул. Героев Мариуполя — просп. Свободы — просп. Леси Украинки | ул. Доктора Богаевского — ул. Гранитная — бул. Автокразовский — ул. Героев Мариуполя — следует на автономном ходу |
| 25А+ | ПАТ «Укртатнафта» | ул. Правобережная          | просп. Леси Украинки — просп. Свободы — ул. Александра Халаменюка — ул. Старшего лейтенанта Кагала — ул. Небесной Сотни — Крюковский мост — ул. Ивана Приходько — ул. Макаренко — ул. Республиканская | Некоторые рейсы от ул. Молодёжная ул. Небесной Сотни — Крюковский мост — ул. Ивана Приходько — ул. Макаренко — ул. Республиканская — следует на автономном ходу                                                                 |
| 26А+ | ул. Молодёжная    | ул. Академика Герасимовича | просп. Леси Украинки — просп. Свободы — ул. Троицкая — ул. Небесной Сотни — Крюковский мост — ул. Ивана Приходько — ул. Василия Стуса — ул. Гайдамацкая — улица Академика Герасимовича | Некоторые рейсы в будни от ПАТ "Укртатнафта" Крюковский мост — ул. Ивана Приходько — ул. Василия Стуса — ул. Гайдамацкая — улица Академика Герасимовича                                                                         |
| 28А+ | ул. Молодёжная    | ул. Давида Кострова        | Прямой маршрут: просп. Леси Украинки — просп. Свободы — ул. Троицкая — ул. Небесной Сотни — ул. Старшего лейтенанта Кагала — ул. Юрия Руфа — ул. Ярмарочная — ул. Салганная — пер. Межевой — ул. Жилищностроительная — ул. Павла Скоропадского — ул. Максима Кривоноса — ул. Давида Кострова Обратный маршрут: ул. Давида Кострова — ул. Максима Кривоноса — ул. Павла Скоропадского — ул. Жилищностроительная — пер. Межевой — ул. Салганная — ул. Ярмарочная — ул. Юрия Руфа — ул. Александра Халаменюка — просп. Свободы — просп. Леси Украинки                   | (ул. Старшего лейтенанта Кагала —) ул. Юрия Руфа — ул. Ярмарочная — ул. Салганная — пер. Межевой — ул. Жилищностроительная — ул. Павла Скоропадского — ул. Максима Кривоноса — ул. Давида Кострова — следует на автономном ходу |

## Подвижной состав
пассажирские:
- Богдан Т70110 - 36
- PTS T12309 - 18 (ожидается)
- ЛАЗ Е183 - 13
- АКСМ 32100D (БКМ-Украина) - 8
- Богдан Т90117 - 5
- ЛАЗ Е301 - 3
- Богдан Т60111 - 2

служебные:
- ЗиУ-9- 4
- КТГ-1 - 2